# Yingabalanara richardsoni
La yingabalanara (Yingabalanara richardsoni) è un misterioso mammifero estinto, probabilmente appartenente ai marsupiali. L'unico resto fossile rinvenuto è stato ritrovato in sedimenti del Miocene inferiore (circa 20 milioni di anni fa) a Riversleigh, in Australia.

## Descrizione
Questo animale è conosciuto solo per un dente, probabilmente un molare inferiore, dalla forma del tutto particolare. La superficie masticatoria del dente era infatti attraversata da due strutture simili a mezzaluna (da qui il nome Yingabalanara, che in aborigeno significa "un'altra luna"). La stranezza di questo dente ha portato gli studiosi a soprannominare l'animale "Weirdodonta" (in italiano suonerebbe come "Bizzarrodonte"). Le dimensioni di Yingabalanara dovrebbero essere state più o meno quelle di un grosso topo, ma l'aspetto di questo animale rimane un mistero, così come le sue abitudini.

## Classificazione
A causa dell'estrema scarsità e della stranezza dei resti fossili, le parentele di questo animale sono del tutto oscure. Non si è nemmeno certi che fosse effettivamente un marsupiale, anche se vi sono possibili somiglianze con l'altrettanto enigmatico Yalkaparidon (soprannominato "Thingodonta", ovvero "Cosodonte"). 